# Aka brevitubulata
Aka brevitubulata är en svampdjursart som först beskrevs av Pang 1973.  Aka brevitubulata ingår i släktet Aka och familjen Phloeodictyidae.
Artens utbredningsområde är Jamaica. Inga underarter finns listade i Catalogue of Life.